# Aloyse Michalesi

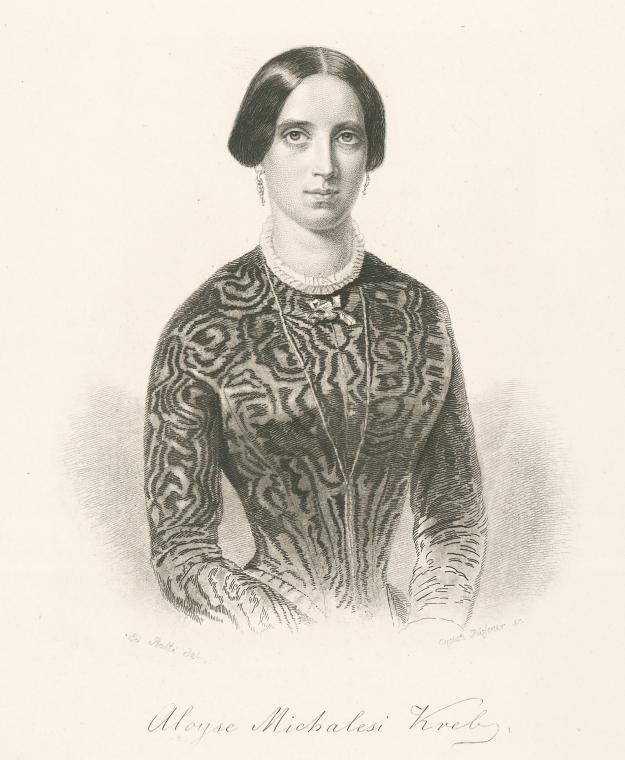
Aloyse Michalesi

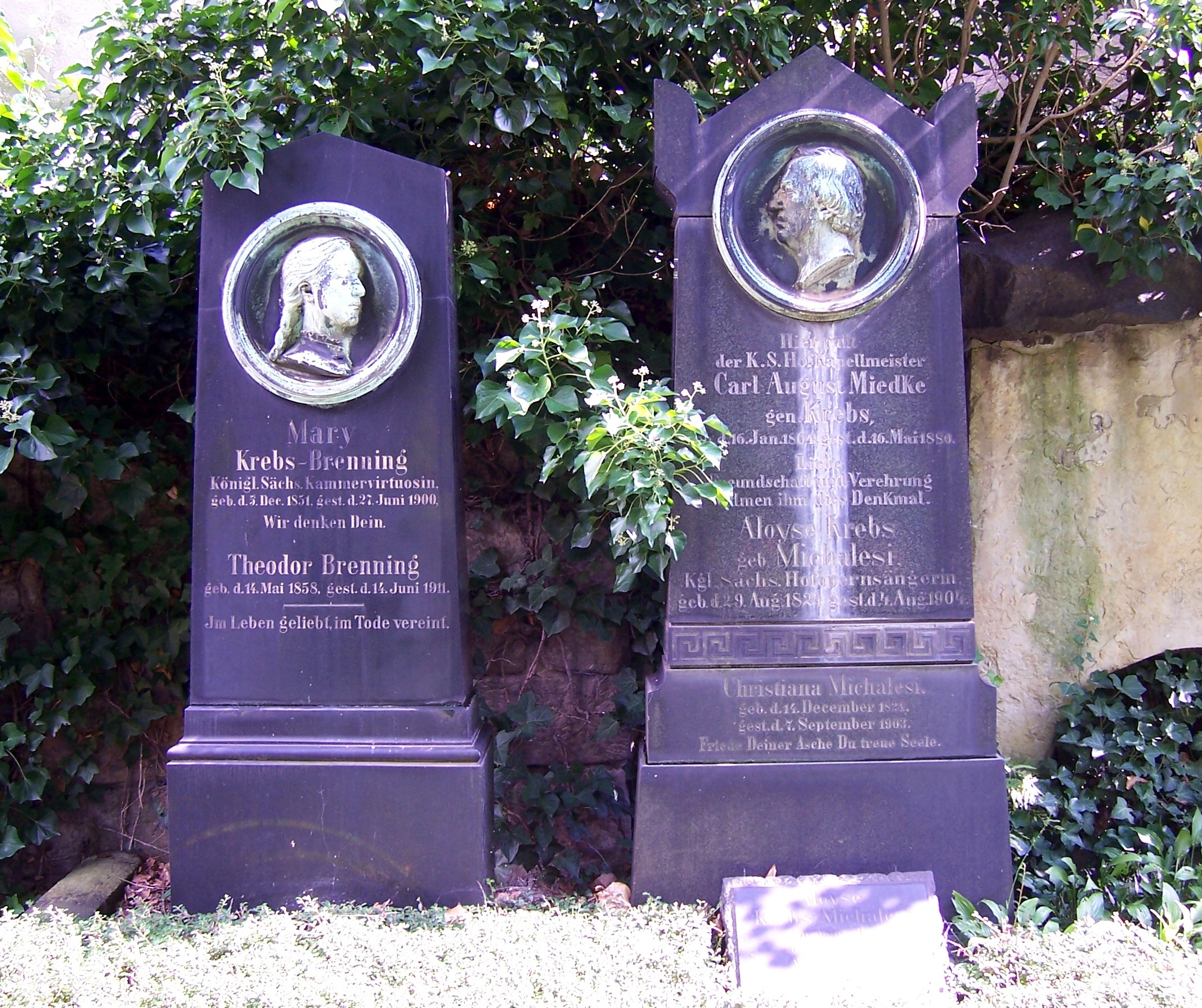
Familiengrab

Aloyse Michalesi, verheiratete Aloyse Krebs-Michalesi, auch Aloysia Krebs-Michalesi (* 29. August 1824 in Prag; † 5. August 1904 in Dresden) war eine deutsche Opernsängerin (Altistin).

## Leben
Ihre Eltern waren der Opernbassist Wenzel Michalesi (tschechisch Václav Michalička; 1794–1836) und dessen Frau Josefine († 1845), eine Sängerin. Aloyse Michalesis jüngere Schwester Josefine Michalesi (* 1. September 1826 in Brünn (Brno); † 13. Oktober 1892), wurde Sopranistin.
Die Eltern waren Mitglieder der Prager Oper, verließen diese 1829 und begaben sich auf Kunstreisen und kamen schließlich ans Mainzer Stadttheater. Als der Vater 1836 dort verstarb, war die Familie auf einen Zuverdienst Aloyses angewiesen. Sie erhielt von ihrer Mutter, der ersten Sängerin des Theaters, Unterricht in Bühnengesang. Als die Mutter 1840 mit der Schumann’schen Operntruppe nach London ging, begleitete ihre Tochter sie. Später waren sie am Theater in Brünn, wo Aloyse Michalesi als „Elvira“ in Mozarts Don Juan ihr Debüt gab. Dort wirkte sie einige Jahre in jugendlichen Sopran- als auch Alt-Partien, bevor sie 1846 nach dem Tod der Mutter ans Hamburger Stadttheater wechselte. Auf Empfehlung von Giacomo Meyerbeer nahm sie 1849 am Dresdner Hoftheater eine Stellung an. Ihre erste Rolle dort war die der „Fides“ in Meyerbeers Oper Der Prophet, die am 30. Januar 1850 ihre erste Aufführung hatte.
Im Jahr 1850 heiratete sie den ebenfalls aus Hamburg gekommenen Komponisten und Hofkapellmeister Karl August Krebs (1804–1880), sie nannte sich seitdem „Krebs-Michalesi“. Im Dezember 1851 wurde die Tochter Marie Krebs geboren, die später als Pianistin Erfolge haben sollte. Michalesi nahm 1870 Abschied vom Dresdener Opern-Verband und sang fortan nur noch Konzerte und in der Kirche. Als Gesangslehrerin erlangte sie über die Grenzen Deutschlands hinaus einen guten Ruf. Als Aloyse Michalesi im August 1904 starb, hatte sie ihre Tochter um vier Jahre überlebt.
Sie wurde auf dem Alten Katholischen Friedhof in Dresden beigesetzt.

## Schüler (Auswahl)
- Ernestine Schumann-Heink